# 삼성도서관 (서울)
삼성도서관은 서울특별시 강남구의 도서관이다.

## 연혁
- 2009.10.21 개관